# Leverkusen
Leverkusen és una ciutat alemanya situada a l'estat de Rin del Nord-Westfàlia. És a la riba oriental del Rin, a mig camí entre Colònia i Düsseldorf. El 2017 la seva població era de 163.577 habitants. La ciutat de Leverkusen és producte de la industrialització de la Regió del Ruhr. La ciutat es va formar per la fusió de quatre municipis el 1930, territori al qual el 1975 es van afegir les ciutats d'Opladen, Bergisch Neukirchen i el poble de Hitdorf.
Era un sector rural cap a mitjan segle xix. El nucli de la ciutat nova està format per la conurbació progressiva dels pobles de Wiesdorf, Schlebusch, Lützenkirchen, Steinbüchel i Rheindorf. Wiesdorf, jdel qual el primer esment ja data del segle xii. El boticari Carl Leverkus (1804-1889) hi va establir el 1860 una fàbrica del tint blau ultramarí per explotar la patent que va obtenir per la seva invenció el que va ser l'inici de la industrialització i urbanització de la zona. Va anomenar la fàbrica i la colònia que formaven un barri aïllat «Leverkusen» igual que la masia familiar a prop de Remscheid. La fàbrica va ser comprada per la companyia Bayer el 1891, que va traslladar les seves oficines centrals a Wiesdorf, el que va convertir la ciutat en un pol de desenvolupament de la indústria química, però el nom va romandre.
Actualment, la ciutat és la llar de l'equip de futbol alemany Bayer Leverkusen.

## Llocs d'interès
- BayArena: estadi poliesportiu
- Creu de Bayer: un dels avisos lluminosos més grans del món
- Schloss-Morsbroich: castell d'estil barroc
- Neuland Park: gran parc riberenc del Rin

## Persones nascudes a Leverkusen
- Jorg Bergmeister, automobilista
- Bärbel Dieckmann, alcaldessa de Bonn
- Danny Ecker, atleta
- Dietmar Mögenburg, atleta
- Felix Sturm, boxador
- Wolf Vostell, pintor
- Werner Wenning, president de Bayer AG